# Alex Atamanenko
Alex Atamanenko, född 24 januari 1945 i New Westminster i British Columbia, är en kanadensisk politiker som representerade New Democratic Party of Canada i underhuset från 2006 till 2015. Atamanenko är lärare till yrket och representerade valkretsen British Columbia Southern Interior.